# 1899 في بوليفيا
فيما يلي قوائم الأحداث التي وقعت خلال عام 1899 في بوليفيا.

## سياسة

### تعيين في المنصب
- 1 أكتوبر – خوسيه مانويل باندو قائمة رؤساء بوليفيا.

### انتهاء فترة المنصب
- 12 أبريل – سيفيرو فرنانديز قائمة رؤساء بوليفيا.

## مواليد

### نوفمبر
- 12 نوفمبر – مارتين كارديناس عالم نبات بوليفي.

### ديسمبر
- 14 ديسمبر – ريناتو ساينز لاعب كرة قدم بوليفي.

## وفيات

### أغسطس
- 20 أغسطس – غريغوريو باتشيكو (مواليد 1823) سياسي بوليفي.